# Bulbophyllum smithianum
Bulbophyllum smithianum là một loài phong lan thuộc chi Bulbophyllum.